# UFC 143
UFC 143: Diaz vs. Condit  è stato un evento di arti marziali miste organizzato dalla Ultimate Fighting Championship e tenutosi il 4 febbraio 2012 al Mandalay Bay Events Center di Las Vegas, Stati Uniti d'America.

## Retroscena
L'evento doveva ospitare l'incontro per il titolo dei Pesi Welter tra Georges St-Pierre e Nick Diaz, ma il lottatore canadese non poté combattere a causa di un infortunio e di conseguenza venne istituita una cintura di campione ad interim da assegnare al vincitore della sfida Diaz-Condit; in futuro il campione ad interim sfiderà St-Pierre per divenire il campione indiscusso di categoria.
Dustin Poirier doveva affrontare Erik Koch ma quest'ultimo si infortunò e venne sostituito con Ricardo Lamas; anche Lamas subì un infortunio e fu rimpiazzato con l'esordiente Max Holloway.
Jorge Lopez avrebbe dovuto essere lo sfidante di Amir Sadollah, ma quest'ultimo si infortunò e fu sostituito da Matt Riddle; a sua volta Lopez s'infortunò e venne rimpiazzato dal debuttante Henry Martinez.
L'incontro Edwards-Stumpf venne cancellato per infortunio di entrambi i lottatori e sostituito con il match Stittgen-Thompson.
L'olandese Michael Kuiper venne selezionato dall'UFC dopo la vittoria a Milano contro il lottatore italiano Morris Cilfoni nel primo evento della promozione Milano in the cage.

## Incontri

### Card preliminare
- Incontro categoria Pesi Welter:  Dan Stittgen contro  Stephen Thompson

Thompson sconfisse Stittgen per KO (calcio circolare) a 4:13 del primo round.
- Incontro categoria Pesi Medi:  Rafael Natal contro  Michael Kuiper

Natal sconfisse Kuiper per decisione unanime (30–27, 30–27, 29–28).
- Incontro categoria Pesi Welter:  Matthew Riddle contro  Henry Martinez

Riddle sconfisse Martinez per decisione non unanime (28–29, 29–28, 29–28).
- Incontro categoria Pesi Welter:  Matt Brown contro  Chris Cope

Brown sconfisse Cope per KO Tecnico (pugni) a 1:19 del secondo round.
- Incontro categoria Pesi Gallo:  Alex Caceres contro  Edwin Figueroa

Figueroa sconfisse Caceres per decisione non unanime (28–27, 27–28, 28–27).
- Incontro categoria Pesi Piuma:  Dustin Poirier contro  Max Holloway

Poirier sconfisse Holloway per sottomissione (armbar triangolare) a 3:23 del primo round.

### Card principale
- Incontro categoria Pesi Medi:  Ed Herman contro  Clifford Starks

Herman sconfisse Starks per sottomissione (strangolamento da dietro) a 1:43 del secondo round.
- Incontro categoria Pesi Gallo:  Renan Barão contro  Scott Jorgensen

Barão sconfisse Jorgensen per decisione unanime (30–27, 30–27, 30–27).
- Incontro categoria Pesi Welter:  Josh Koscheck contro  Mike Pierce

Koscheck sconfisse Pierce per decisione non unanime (28–29, 29–28, 29–28).
- Incontro categoria Pesi Massimi:  Roy Nelson contro  Fabrício Werdum

Werdum sconfisse Nelson per decisione unanime (30–27, 30–27, 30–27).
- Incontro per il titolo dei Pesi Welter ad Interim:  Nick Diaz contro  Carlos Condit

Condit sconfisse Diaz per decisione unanime (48–47, 49–46, 49–46) divenendo campione dei pesi welter ad interim.

## Premi
I seguenti lottatori sono stati premiati con un bonus di 65.000 dollari:
- Fight of the Night:  Roy Nelson contro  Fabrício Werdum
- Knockout of the Night:  Stephen Thompson
- Submission of the Night:  Dustin Poirier